# Kairos (álbum de Sepultura)
Kairos es el duodécimo álbum de estudio de la banda brasileña de heavy metal Sepultura. Fue lanzado el 24 de junio de 2011 por la discográfica alemana Nuclear Blast Records. Este disco supuso la primera aportación del grupo con este sello.

## Grabación
El 6 de julio de 2010 se anunció que Sepultura había firmado un contrato con Nuclear Blast Records, y que lanzaría su primer disco con esa discográfica en 2011. 
A fines de 2010, la banda había comenzado a escribir nuevo material y entraron a estudio para comenzar a grabar su décimo segundo álbum con el productor Roy Z (Judas Priest, Halford, Bruce Dickinson de Iron Maiden, Helloween). Las sesiones de grabación de Kairos se llevaron a cabo desde diciembre de 2010 a marzo de 2011 en los Estudios Trama de São Paulo, Brasil, el mismo estudio donde su predecesor de 2009, A-Lex fue grabado. 
El 1 de marzo de 2011, se anunció que Sepultura había finalizado la grabación del disco, que saldría para mayo de 2011. Días después de que el disco fuera terminado, Sepultura anunció el 4 de marzo que el álbum se llamaría Kairos y saldría a fines de otoño o principios de invierno (del hemisferio sur).

## Listado de canciones
| N.º | Título                          | Duración |  |
| 1.  | «Spectrum»                      | 4:03     |  |
| 2.  | «Kairos»                        | 3:37     |  |
| 3.  | «Relentless»                    | 3:36     |  |
| 4.  | «2011»                          | 0:30     |  |
| 5.  | «Just One Fix» (Ministry cover) | 3:33     |  |
| 6.  | «Dialog»                        | 4:57     |  |
| 7.  | «Mask»                          | 4:31     |  |
| 8.  | «1433»                          | 0:31     |  |
| 9.  | «Seethe»                        | 2:27     |  |
| 10. | «Born Strong»                   | 4:40     |  |
| 11. | «Embrace the Storm»             | 3:32     |  |
| 12. | «5772»                          | 0:29     |  |
| 13. | «No One Will Stand»             | 3:17     |  |
| 14. | «Structure Violence (Azzes)»    | 5:39     |  |
| 15. | «4648»                          | 0:28     |  |

| Deluxe Edition |                                   |              |          |  |
| N.º            | Título                            | Escritor(es) | Duración |  |
| 16.            | «Firestarter» (The Prodigy cover) |              | 4:28     |  |
| 17.            | «Point of No Return»              |              | 3:27     |  |

## Créditos
- Derrick Green - Voz
- Andreas Kisser - Guitarra
- Paulo Jr. - Bajo
- Jean Dolabella - Batería